# Венгі (Берн)
Венгі (нім. Wengi) — громада  в Швейцарії в кантоні Берн, адміністративний округ Зееланд.

## Географія
Громада розташована на відстані близько 16 км на північ від Берна.
Венгі має площу 7,1 км², з яких на 7,6% дозволяється будівництво (житлове та будівництво доріг), 73,1% використовуються в сільськогосподарських цілях, 16,7% зайнято лісами, 2,5% не є продуктивними (річки, льодовики або гори).

## Демографія
2019 року в громаді мешкало 608 осіб (-1,1% порівняно з 2010 роком), іноземців було 8,2%. Густота населення становила 86 осіб/км².
За віковим діапазоном населення розподілялося таким чином: 20,9% — особи молодші 20 років, 61,7% — особи у віці 20—64 років, 17,4% — особи у віці 65 років та старші. Було 273 помешкань (у середньому 2,2 особи в помешканні).
Із загальної кількості 150 працюючих 69 було зайнятих в первинному секторі, 34 — в обробній промисловості, 47 — в галузі послуг.